# Anomabu
Anomabu (anche chiamato Anomabo, in epoca coloniale chiamato Annamaboe) è un villaggio del Ghana appartenente al distretto municipale di Mfantseman, nella Regione Centrale. 
È sito sulla costa 16 km a est di Cape Coast. Nei pressi del piccolo centro abitato di pescatori si trova la laguna di Eko  una delle numerose lagune costiere che punteggiano il tratto di costa.
La maggioranza degli abitanti fa parte della popolazione Fanti, uno dei gruppi Akan ed è governata da un consiglio tradizionale di Anomabu con proprie tradizioni e celebrazioni; la più caratteristica è Okyir, una celebrazione annuale che si svolge in più giorni durante i quali si pulisce il villaggio, si ringrazia per il raccolto e si rende onore agli avi e agli spiriti e divinità della natura.
Le risorse economiche tradizionali sono la pesca e la costruzione di imbarcazioni per la pesca; in anni più recenti si è avuto un discreto sviluppo del turismo con la realizzazione di alcuni resort sulle spiagge.

## Storia

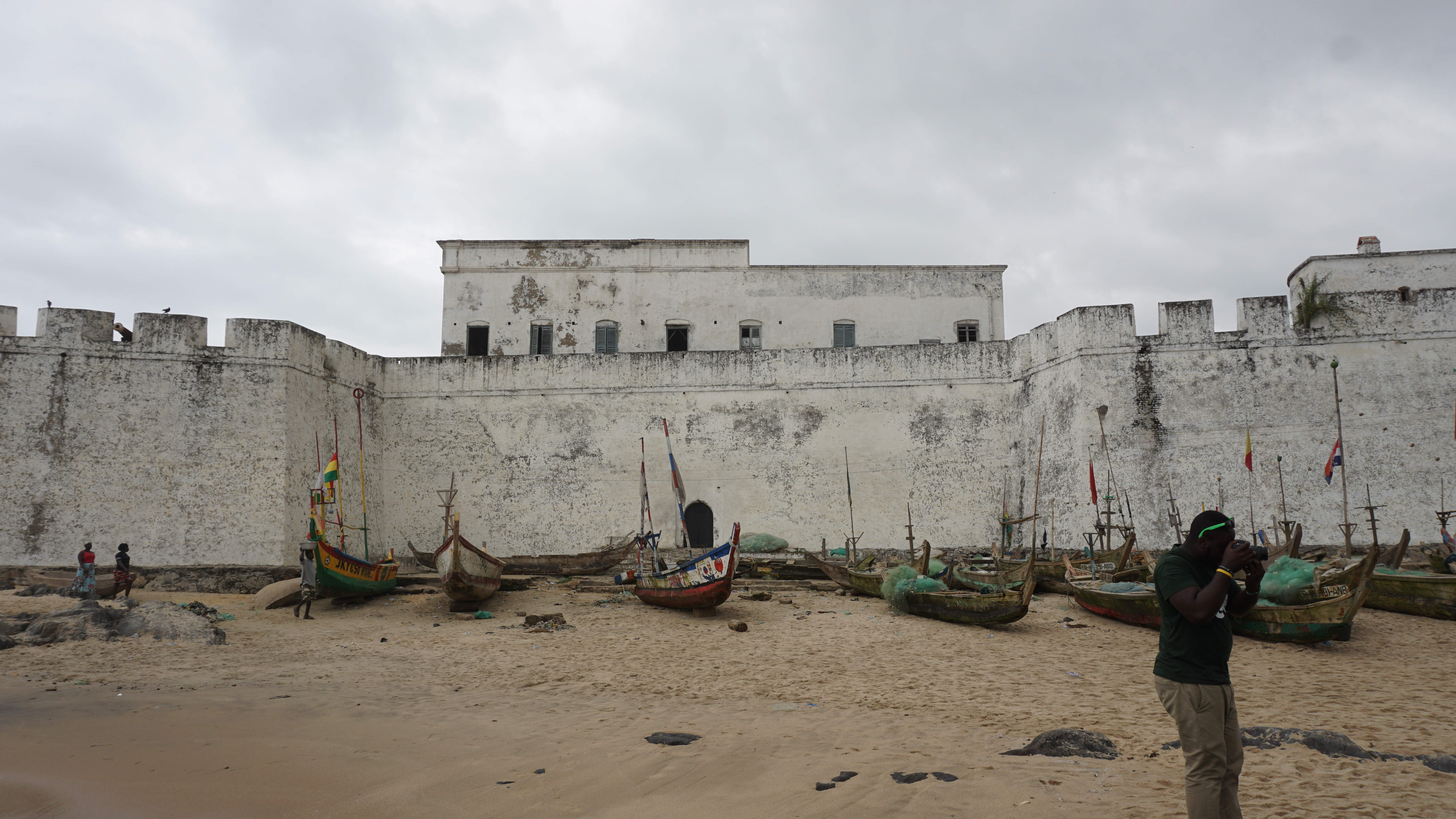
Forte di Anomabu

La gran parte della popolazione fa parte del gruppo Fanti giunto intorno al XIII/XIV secolo a Techiman e da qui spostatosi anche lungo la costa, il primo insediamento costiero era chiamato Kwaman, l'odierna cittadina di Mankessim.
Nel 1640 gli olandesi stabilirono ad Anomabu un avamposto commerciale, nel tempo si susseguirono tramite scambi di concessioni commerciali, danesi, svedesi, francesi e inglesi. Gli olandesi costruirono un forte nel 1640, gli inglesi ne edificarono uno nuovo nel 1674 chiamato Fort Charles, in seguito abbandonato e distrutto nel 1731. Nel 1753 ne costruirono un altro chiamato Fort William.
Nel 1830 arrivarono i missionari metodisti che iniziarono a convertire la popolazione, nel 1890 venne costruita la grande chiesa metodista tuttora utilizzata.